# Pseudamycus evarchanus
Pseudamycus evarchanus là một loài nhện trong họ Salticidae.
Loài này thuộc chi Pseudamycus. Pseudamycus evarchanus được Embrik Strand miêu tả năm 1915.